# 26 juillet 1978
Le mercredi 26 juillet 1978 est le 207e jour de l'année 1978.

## Naissances
- Claire Heitzler, chef pâtissière française
- Eve Myles, actrice britannique
- Giancarlo Ginestri, cycliste italien
- Ielena Plotnikova, joueuse de volley-ball russe
- Jehad Muntasser, footballeur libyen
- Justin Va'a, joueur de rugby samoan
- Kevin Kim, joueur de tennis américain
- Massimo Andrea Ugolini, homme politique saint-marinais
- Matthieu Bataille, judoka français
- Oleg Kvacha, joueur de hockey sur glace russe
- Sawsan Chebli, femme politique allemande d'origine palestinienne
- Thijs Römer, acteur, réalisateur et producteur néerlandais

## Décès
- Ferid Alnar (né le 11 mars 1906), Compositeur turc
- Mary Blair (née le 21 octobre 1911), artiste américaine
- Nicolas Kitsikis (né le 14 août 1887), homme politique grec

## Événements
- Inauguration du croiseur Amiral Lazarev